# Dharma & Greg
Dharma & Greg är en amerikansk situationskomedi som visades på TV-bolaget ABC 1997–2002. I Sverige hade serien premiär på TV4 hösten 1998. Totalt gjordes 119 avsnitt under de fem säsongerna. Serien skapades av producenten Chuck Lorre som senare även gjorde Big Bang Theory och 2 1/2 män.

## Handling
Hippien Dharma och yuppien Greg gifter sig direkt efter första träffen - till sina föräldrars stora förtret. Trots att de är varandras totala motsatser, älskar de varandra och lever ett liv fyllt av udda nöjen och vänner.

## Rollista i urval
- Jenna Elfman - Dharma Freedom Montgomery
- Thomas Gibson - Gregory Clifford "Greg" Montgomery
- Susan Sullivan - Katherine "Kitty" Montgomery, Gregs mor
- Mitchell Ryan - Edward Montgomery, Gregs far
- Mimi Kennedy - Abigail Kathleen "Abby" O'Neil, Dharmas mor
- Alan Rachins - Myron Lawrence "Larry" Finkelstein, Dharmas far
- Shae D'Lyn -  Jane Deaux, Dharmas vän
- Joel Murray - Peter James "Pete" Cavanaugh, Gregs vän
- Helen Greenberg - Marcie, Dharmas vän
- Susan Chuang - Susan Wong, Dharmas vän
- Lillian Hurst - Celia, Kitty och Edwards hembiträde
- Yeardley Smith - Marlene, Gregs sekreterare
- Floyd Westerman - George
- Kathryn Joosten - Claire
- J.D. Walsh - Donald
- Kevin Sorbo - Charlie